# Vaccinul Johnson & Johnson COVID-19
Vaccinul Johnson & Johnson COVID-19 sau Janssen suspensie injectabilă (Ad26.COV2-S) este un vaccin anti-COVID-19 cu vector viral nereplicativ dezvoltat de Janssen Vaccines în Leiden, Țările de Jos și de compania-mamă belgiană Janssen Pharmaceuticals, filială a companiei americane Johnson & Johnson.
Vaccinul Janssen a primit acordul unei autorizații de introducere pe piață condiționate din partea Agenției Europene a Medicamentului (EMA) la 11 martie 2021 și a fost ulterior autorizat de către Comisia Europeană conform Deciziei 1763/2021.
Este un vaccin cu vector viral nereplicativ care utilizează un alt virus, un adenovirus, pentru a transporta un fragment din informația genetică a virusului SARS-CoV-2 în celulele de la locul administrării, care ulterior sintetizează proteina Spike a SARS-CoV-2. Această proteină este ulterior recunoscută de către sistemul imunitar ca fiind străină organismului și vor fi produși anticorpi și celule care sa o atace.

## Efecte secundare
Sursa: Actualizări privind siguranța COVID-19 Vaccine Janssen, dezvoltat de compania Johnson & Johnson
- Sindromul inflamator multisistemic (SIM)
- Tromboembolism venos (TEV)
- Limfadenopatia (ganglionii limfatici umflați)
- Paraestezie (senzație neobișnuită la nivelul pielii, cum ar fi furnicături) și hipoestezie (sensibilitate scăzută sau sensibilitate, în special la nivelul pielii)
- Tinnitus (sunete persistente în ureche)
- Diareea și vărsăturile

Agenția Europeană pentru Medicamente din Europa a recomandat în noiembrie 2021 adăugarea unui tip rar de inflamație a coloanei vertebrale ca posibil efect secundar al vaccinului COVID-19 de la Johnson & Johnson.

## Legături externe
- Vaccinul Johnson & Johnson, încă un efect advers trecut pe prospect / ”Poate duce la un risc crescut de apariție a unei afecțiuni neurologice” (FDA), hotnews.ro, 12 iulie 2021
- Vaccinul anti-Covid Johnson & Johnson a eșuat într-un ”număr important” de cazuri, hotnews.ro, 13 septembrie 2021